# کهالاند-ساینت-ویتور
کهالاند-ساینت-ویتور (به ایتالیایی: Challand-Saint-Victor) یک کومونه در ایتالیا است که در واله دائوستا واقع شده‌است.

## خصوصیات
کهالاند-ساینت-ویتور ۲۵ کیلومترمربع مساحت و ۵۹۹ نفر جمعیت دارد و ۷۴۴ متر بالاتر از سطح دریا واقع شده‌است.